# Wilhelm Leuschner
Wilhelm Leuschner (Bayreuth, 15 giugno 1890 – Berlino, 29 settembre 1944) è stato un politico tedesco, esponente del Partito Socialdemocratico di Germania, che si oppose al Terzo Reich nazista.

## Biografia
Wihlelm Leuschner, figlio di un riparatore di stufe, era nato nel 1890. Anche suo padre si chiamava Wihlelm Leuschner e sua madre Maria. Leuschner crebbe in povertà. Nel 1903 iniziò il suo apprendistato come scultore del legno. Dopo aver completato il proprio apprendistato nel 1907, si iscrisse al sindacato e, in occasione della mostra sul Jugendstil (Art Nouveau) si trasferì a Darmstadt, allora capitale del Land dell'Assia, dove lavorò in una fabbrica di mobili. Nel 1910 si iscrisse al Partito Social Democratico Tedesco (Spd) e divenne molto attivo nel sindacato. Si sposò con Elisabeth Batz nel 1911. Dopo aver combattuto nella prima guerra mondiale sul fronte orientale nel 1916, Leuschner diventò consigliere comunale e presidente del sindacato a Darmstadt nel 1919. Successivamente nel 1924 venne eletto componente del parlamento regionale dell'Assia (Landtag) per il partito socialdemocratico tedesco (SPD). Nel 1928 divenne ministro degli Interni del governo regionale dell'Assia. Nel Parlamento regionale in quel periodo Leuschner si trovò spesso ai ferri corti con un giurista e collega deputato regionale il dottor Werner Best, che rappresentava il NSDAP, il partito nazional-socialista hitleriano, e che sarebbe poi diventato un personaggio di primo piano del regime nazista. Nel gennaio del 1933 Leuschner fu eletto componente del consiglio di amministrazione dell'Allgemeiner Deutscher Gewerkschaftsbund, l'unione nazionale dei sindacati tedeschi.
Nell'aprile del 1933, dopo che i Nazisti avevano preso il potere in Germania, Leuschner fu costretto a dimettersi e lasciò il suo incarico di ministro degli interni dell'Assia. Nel giugno 1934, egli venne rilasciato dal campo di concentramento ed iniziò a costruire una rete di resistenza.
Leuschner combatté attivamente in quei gruppi di resistenza vicini al sindacato e si mantenne in contatto con il circolo di Kreisau e dal 1939 anche con il gruppo di resistenza, che si raccoglieva attorno a Carl Friedrich Goerdeler. Tuttavia, l'attentato del conte Claus von Stauffenberg nella "tana del Lupo" nella Prussia Orientale del 20 luglio 1944 per uccidere Hitler fallì. Leuschner fu arrestato il 16 agosto 1944 e fu processato davanti al Tribunale del Popolo che lo condannò a morte. La sentenza fu eseguita il 29 settembre 1944 nel carcere di Plötzensee a Berlino.
La sua casa natale a Bayreuth è stata trasformata in un memoriale sulla sua vita e opera, meta di visite da parte degli studenti di scuole locali e non. Tra i documenti esposti in essa, a cura della Wilhelm Leuschner Stiftung, vi è l'ultima lettera inviata ai familiari il giorno della sua morte.